# Mireille Balin
Mireille Balin, eigenlijke naam Blanche Balin, (Monte-Carlo, Monaco, 20 juli 1909 - Clichy, 9 november 1968) was een Franse actrice. Ze stond bekend als een van de mooiste vrouwen uit de Franse filmwereld van de jaren dertig.

## Leven en werk

### Afkomst en opleiding
Mireille Balin kreeg een keurige opleiding: ze deed haar middelbare studies in een kostschool in Marseille waar ze ook pianoles volgde en leerde paardrijden. Haar vader, een journalist met financiële zorgen, besloot zich met zijn gezin in Parijs te vestigen om uit de problemen te geraken.
Balin zag zich al vroeg verplicht te werken, eerst als verkoopster, vervolgens als secretaresse van de modeontwerper Jean Patou van wie ze algauw de favoriete mannequin werd.

### Eerste filmsucces
Georg Wilhelm Pabst gaf haar een belangrijke rol in de Franse versie van Don Quichotte, naar het gelijknamige werk van Miguel de Cervantes. In dit filmdrama verscheen Balin aan de zijde van de beroemde Russische bas Fjodor Sjaljapin voor wie 'Don Quichot' zijn enige filmrol was. De film genoot veel bijval. Balins filmcarrière was meteen gelanceerd.
De volgende jaren rees haar ster gestadig. Vive la compagnie (1933) behaalde ook heel wat succes. Ze werd vervolgens gecast naast sterren zoals Pierre Brasseur,  Jean Gabin, Fernand Gravey en Michel Simon.

### Het groot succes met Gabin inPépé le Mokoen inGueule d'amour
In 1936 had Mireille Balin een korte relatie met Jean Gabin die ze al had ontmoet op de set van Adieu les beaux jours (1933). Julien Duvivier wilde voor de vijfde opeenvolgende keer met Gabin wilde samenwerken voor zijn film Pépé le Moko (1936). Hij zag Balin als de ideale tegenspeelster van de voortvluchtige Parijse gangsterbaas 'Pépé' Gabin. Ze vertolkte de verleidelijke, superelegante en geraffineerde Parisienne Gaby. Deze heel succesvolle exotische en romantische misdaadfilm, gesitueerd in de Kasba van Algiers, maakte van Gabin een internationaal bekende acteur en bezorgde Balin het imago van de femme fatale van de Franse film.
Jean Grémillon koos het kersverse (film)koppel voor Gueule d'amour (1937). In dat romantisch drama vertolkte ze een vamp aan wie Gabin, een erg goed uitziende officier die trots de bijnaam 'Gueule d'amour' draagt, ten onder gaat. Op de set van Naples au baiser de feu (Augusto Genina, 1937) ontmoette ze een beetje later Tino Rossi die gedurende enkele jaren haar levenspartner werd. Opmerkelijk was het feit dat ze in dit romantisch melodrama een deugdzame jonge vrouw speelde wiens verloofde Rossi valt voor de charmes van de feeksachtige vamp Viviane Romance, de andere femme fatale van de Franse film van die tijd. Deze twee films deden het eveneens erg goed aan de filmkassa.
Eind 1937 achtte Balin de tijd rijp om een contract te tekenen met MGM. Ze reisde af naar de Verenigde Staten maar werd het oneens met de producenten. Daarop keerde ze terug naar Frankrijk.
Balin acteerde ook twee keer aan de zijde van Erich von Stroheim: in het drama Menaces (1939) zette ze een verkoopster in een modehuis neer en in het exotische avonturendrama Macao, l'enfer du jeu (1940) vergezelde ze als actrice wapensmokkelaar von Stroheim naar Macau. Beide films werden door de nazi's verboden. Menaces toonde immers mensen uit Oost-Europa die zich in 1938 in Parijs hebben gevestigd om de nazi's te ontvluchten. Macao, l'enfer du jeu had von Stroheim, een jood en een notoire nazi-tegenstander, als hoofdrolspeler. De films werden later opnieuw uitgebracht.

### Aanhouding en einde van een carrière
In 1940 speelde Balin de hoofdrol in Les Cadets de l'Alcazar, een pro-Francopropagandafilm van Augusto Genina, de regisseur van Naples au baiser de feu. In 1941 gingen Balin en Rossi uiteen. Tijdens de bezetting was ze nog in enkele films te zien zoals de misdaadfilms L'assassin a peur la nuit en Dernier Atout.
In september 1944 werd ze samen met haar nieuwe minnaar, een jonge officier van de Wehrmacht, aangehouden door de Forces françaises de l'intérieur toen ze samen de grens met Italië probeerden over te steken. Ze werd opgesloten in de gevangenis. Op haar proces wreef men haar haar verhouding met een vijandig officier aan, haar medewerking aan Les Cadets de l'Alcazar en haar aanwezigheid op gala-avonden van de Duitse ambassade in Parijs. Begin 1945 kwam ze vrij.
Ze werd in de steek gelaten door het publiek en door haar vroegere omgeving. Zo kwam er een eind aan haar carrière. In 1947 verscheen ze voor het laatst in La Dernière Chevauchée maar deze filmkomedie werd een flop. Daarop trok ze zich terug aan Côte d'Azur waar ze een anoniem leven leidde. Getekend door gezondheidsproblemen en door de armoedige omstandigheden waarin ze leefde keerde ze in 1957 terug naar Parijs. Ze werd opgevangen door een vereniging voor behoeftige artiesten. Ze overleed in alle anonimiteit op 59-jarige leeftijd in 1968.

### Privéleven
Balin heeft een relatie gehad met: 
- Victor Perez, een bokser en wereldkampioen in de klasse vlieggewicht die in de joodse wijk Hara in Tunis was geboren. Hij werd gedeporteerd en vervolgens vermoord tijdens de evacuatie van Auschwitz.
- Raymond Patenôtre, een politicus en persmagnaat. Hoewel hij haar overlaadde met juwelen ging ze niet in op zijn huwelijksaanzoek.
- Jean Gabin. Hun relatie was van korte duur maar het filmkoppel dat ze vormden in Gueule d'amour en in Pépé le Moko is legendarisch gebleven.
- Tino Rossi. Het koppel ging uiteen in september 1941.
- Birl Desbok, een Weense Wehrmachtofficier, die haar tijdens haar tragische vlucht vergezelde.

## Filmografie
- 1932 - Vive la classe (Maurice Cammage)
- 1932 - Don Quichotte (Georg Wilhelm Pabst)
- 1933 - Le Sexe faible (Robert Siodmak)
- 1933 - Adieu les beaux jours (André Beucler en Johannes Meyer)
- 1933 - Vive la compagnie (Claude Moulins)
- 1934 - On a trouvé une femme nue (Léo Joannon)
- 1934 - Si j'étais le patron (Richard Pottier)
- 1935 - Marie des Angoisses (Michel Bernheim)
- 1936 - Jeunes Filles de Paris (Claude Vermorel)
- 1936 - Le Roman d'un spahi (Michel Bernheim)
- 1936 - Pépé le Moko (Julien Duvivier)
- 1937 - Gueule d'amour (Jean Grémillon)
- 1937 - Naples au baiser de feu (Augusto Genina)
- 1938 - La Vénus de l'or (Jean Delannoy en Charles Méré)
- 1938 - Le Capitaine Benoît (Maurice de Canonge)
- 1938 - Terre de feu (Marcel L'Herbier)
- 1939 - Terra di fuoco (Giorgio Ferroni en Marcel L'Herbier) (Italiaanse versie van de vorige film)
- 1939 - Coups de feu (René Barberis)
- 1939 - Rappel immédiat (Léon Mathot)
- 1939 - Menaces (Edmond T. Gréville)
- 1940 - Macao, l'enfer du jeu (Jean Delannoy)
- 1940 - Les Cadets de l'Alcazar (Augusto Genina)
- 1941 - Fromont jeune et Risler aîné (Léon Mathot)
- 1942 - L'assassin a peur la nuit (Jean Delannoy)
- 1942 - Dernier Atout (Jacques Becker)
- 1942 - Haut-le-Vent (Jacques de Baroncelli)
- 1942 - La Femme que j'ai le plus aimée (Robert Vernay)
- 1942 - Malaria (Jean Gourguet)
- 1947 - La Dernière Chevauchée (Léon Mathot)